# Шлейден, Маттиас
Маттиас Якоб Шлейден (нем. Matthias Jakob Schleiden; 1804—1881) — немецкий ботаник и общественный деятель, двоюродный брат политика Рудольфа Шлейдена.

## Биография
В 1827 году окончил Гейдельбергский университет.
В 1839—1862 гг. — профессор ботаники (Йенский университет), с 1850 года стал директором ботанического сада в этом университете.
В 1863—1864 гг. — профессор антропологии (Дерптский университет).
В 1842—1843 гг. в труде «Основы научной ботаники» Шлейден, используя индуктивный метод, подверг критике натурфилософские и узкосистематические аспекты в работах современников. Считается реформатором ботаники.
Основные труды Шлейдена — по эмбриологии и анатомии растений.
Шлейден использовал и обосновывал онтогенетический способ изучения морфологии растений и был его активным пропагандистом.
Работы Шлейдена сыграли важную роль при создании клеточной теории.
Шлейден считался одним из предшественников и сторонников дарвинизма.
Согласно современным представлениям, конкретные исследования Шлейдена содержали ряд ошибок: в частности, Шлейден считал, что клетки могут зарождаться из бесструктурного вещества, а зародыш растения — развиваться из пыльцевой трубки.

«…всякая клетка зарождается из протоплазмы другой клетки, но одни клетки… рождаются путём кариокинетического деления, а другие образуются из протоплазмы без деления самой клетки, внутри её».
— Шлейден М. (1838)
Шлейден был автором научно-популярных книг (некоторые из них были переведены на русский язык) и сборников стихов (под псевдонимом Эрнст).

## Ботанические таксоны
Шлейден — автор описания ряд таксонов семейства Ароидные, подсемейства Рясковые, например родов Многокоренник (Spirodela) и Вольфия (Wolffia).

## Сочинения
- Grundzüge der wiss

enschaftlichen Botanik, 4 Aufl., Lpz., 1861. (нем.)
- Этюды. Популярные чтения. 1861.

## Именем Шлейдена названы
- Шлайденплац — площадь в берлинском районе Фридрихсхайн
- Астероид (37584) Schleiden[нем.]
- Медаль Шлейдена[нем.] вручаемая Германской академий естествоиспытателей «Леопольдина».